# DAWN SIGNALS
DAWN SIGNALS（ダーン・シグナルズ）はDrop'sのメジャー1枚目のオリジナルアルバム。2013年9月4日にSTANDING THERE, ROCKS/KING RECORDSから発売された。

## 内容
記念すべきメジャーデビュー作品は初のフルアルバム。本作を引っ提げて同年9月26日に本作の完全再現ライブが敢行された。
収録曲の「太陽」は，2012年にJOIN ALIVE出演の後，これまでのもやもやを吐き出すような曲とは違い、野外FESで歌って明るく気持ちいい曲を作りたいと思って、作った曲。

## 収録曲
1. RED IDENTITY BAND
2. 荒野のビート
3. JET SPARK
4. STRANGE BIRD
5. カルーセル・ワルツ
6. 木曜日の雨のブルース
7. DIRTY Smorke
8. やさしさ
9. カーテン
10. 夕やけ
11. 太陽

作詞：中野ミホ(#ALL)
作曲：中野ミホ(#1 - 3, 5 - 11)、荒谷朋美(#4)